# Appleton City
Appleton City – miasto w Stanach Zjednoczonych, w zachodniej części stanu Missouri.
Liczba mieszkańców w 2000 roku wynosiła 1314.

## Klimat
Miasto leży w strefie klimatu subtropikalnego, umiarkowanego, łagodnego bez pory suchej i z gorącym latem, należącego według klasyfikacji Köppena do strefy Cfa. Średnia temperatura roczna wynosi 13,3°C, a opady 1013,5 mm (w tym do 40,6 cm opadów śniegu). Średnia temperatura najcieplejszego miesiąca - lipca wynosi 26,0°C, natomiast najzimniejszego -0,6°C. Najniższa zanotowana temperatura wyniosła -33,9°C a najwyższa 46,7°C. Miesiącem o najwyższych opadach jest maj o średnich opadach wynoszących 127 mm, natomiast najniższe opady są w styczniu i wynoszą średnio 43,2.